# Augochloropsis deianira
Augochloropsis deianira är en biart som först beskrevs av Carlos Schrottky 1910.  Augochloropsis deianira ingår i släktet Augochloropsis och familjen vägbin. Inga underarter finns listade.